# Teupitz
Teupitz là một thị xã ở huyện Dahme-Spreewald, bang Brandenburg, Đức. Teupitz có cự ly 29 km về phía tây bắc Lübben (Spreewald), và 45 km về phía nam trung tâm thủ đô Berlin.